# Long hundred
Long hundred, great hundred, hoặc mười hai chục là "một trăm" của sáu lần 20 (120) được sử dụng trong các ngôn ngữ Đức trước thế kỷ 15. Con số được mô tả đơn giản là hàng trăm và được dịch sang tiếng Latin ở các nước nói tiếng Đức là centum (Chữ số La Mã c.), nhưng từ loại "long" hiện được thêm vào vì tiếng Anh hiện tại sử dụng từ "hundred" để chỉ năm lần 20 (100) thay thế.
Long hundred là 120 nhưng long thousand được tính bằng 10 long hundred (1200).

## Ngữ nguyên học
Từ này là cùng nguồn gốc với hunderd ở Old Frisian, hundrað trong Tiếng Bắc Âu cổ, và hundert ở Đức cũ.

## Đơn vị tiếng Anh
Trăm (tiếng Latinh: centena) là một đơn vị đo lường tiếng Anh được sử dụng trong sản xuất, bán và đánh thuế các mặt hàng khác nhau trong vương quốc Anh thời trung cổ. Giá trị thường không bằng 100 đơn vị, chủ yếu là do việc sử dụng thời trung cổ của người Đức long hundred là 120. Việc sử dụng đơn vị làm thước đo trọng lượng hiện được mô tả là hundredweight.
Phiên bản tiếng Latin của Tòa án về trọng lượng và đo lường, một trong những đạo luật không rõ ngày từ khoảng năm 1300, quy định hàng trăm cá trích (đỏ) (long hundred bằng 120 con cá), sáp ong, đường, tiêu, thì là và phèn ("13½ stone, mỗi stone gồm 8 pound" hoặc 108 pound.), vải lanh thô và dệt, vải bạt gai dầu (một long hundred tương đương 120 ell), và sắt hoặc móng ngựa và đồng si linh (short hundred tương đương 100 cái). Các phiên bản sau này sử dụng Troy hoặc pound thay thế trong tính toán của họ và bao gồm hàng trăm cá trích tươi (short hundred tương đương 100 con cá), quế, trái đậu khấu (131/2 st.) và tỏi ("15 dây 15 đầu" hoặc 225 đầu).